# 1599

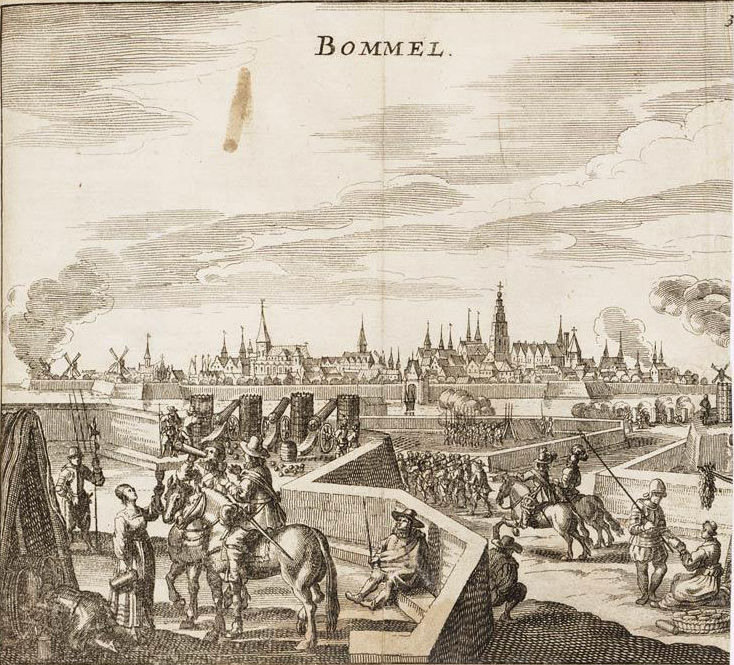
Weergave van het beleg van Zaltbommel in 1599

Het jaar 1599 is het 99e jaar in de 16e eeuw volgens de christelijke jaartelling.

## Gebeurtenissen
april

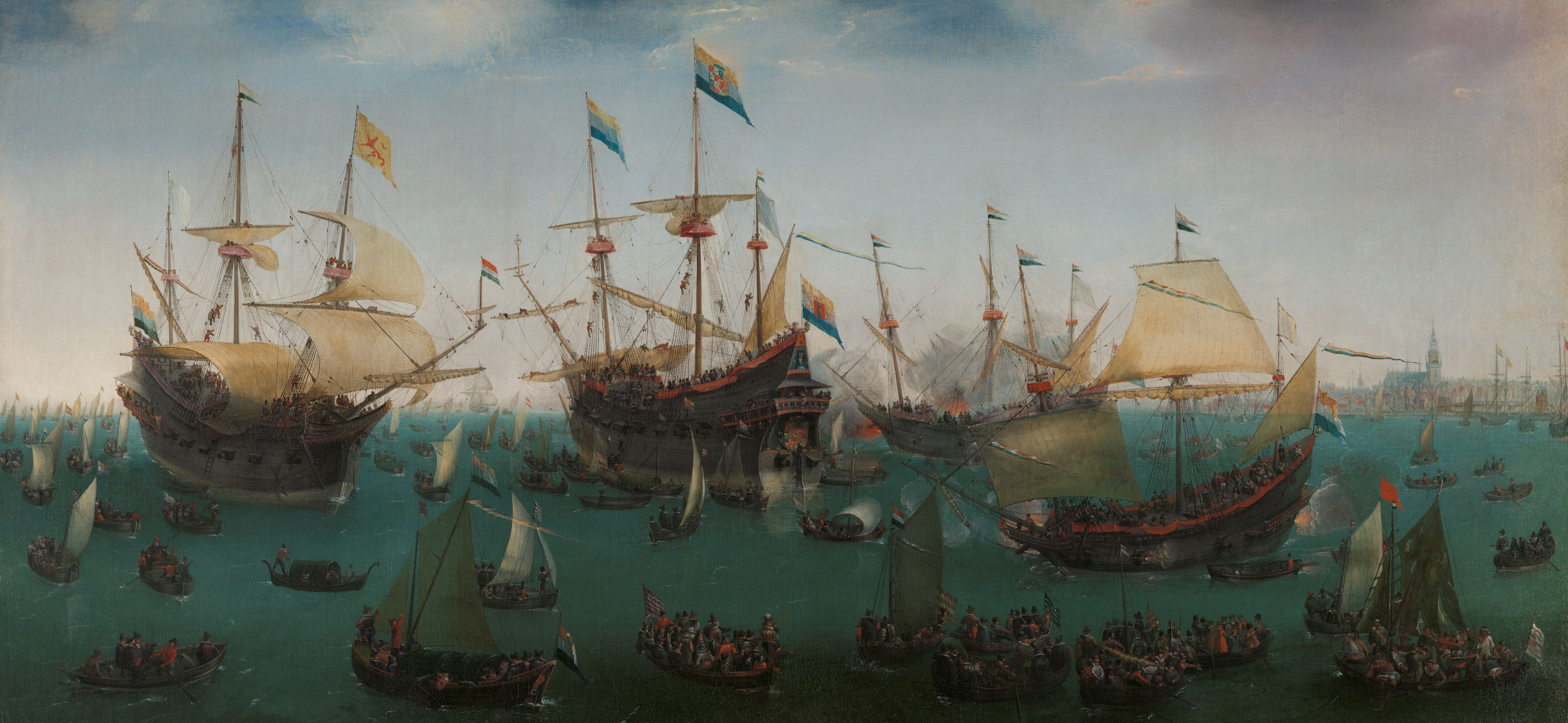
Terugkeer van de tweede Azië-expeditie van Jacob van Neck in 1599
door Cornelis Vroom (ca. 1591-1661)

- 6 - De zogenaamde Derde scheepvaart vertrekt van Texel. Het betreft drie schepen van de Compagnie van Verre.

mei
- 15 - Begin van het Beleg van Zaltbommel door Spaanse troepen van de stad Zaltbommel tijdens de Tachtigjarige Oorlog.

juni
- 13 - De Spanjaarden moeten het beleg van Zaltbommel opgeven, waardoor de stad Staats blijft.
- 21 - Oprichting door een groepje Friezen van de Pekelcompagnie, de eerste grootschalige vervening in het noorden.

juli
- 17 - De tweede expeditie naar Java keert terug in Amsterdam. Jacob Van Neck wordt ingehaald met "groot geclanck van acht Trompetten ende van Stadtswege met wyn beschonken ende men luyde van blydtschap alle de klocken".

augustus
- 29 - Johan Filips van Nassau-Idstein wordt opgevolgd door zijn broer Johan Lodewijk II van Nassau-Idstein.
- 31 - De aartshertogen Albrecht en Isabella bezoeken het bedevaartsoord Halle.

september
- 10 - Het Beleg van Rees (1599) loopt op een fiasco uit voor de Duitse bondgenoten van Oranje.

oktober
- 1 - In Amsterdam verschijnt na meer dan een halve eeuw een nieuwe stadsplattegrond, getekend door Pieter Bast.

november
- 4 - De vloot van Olivier van Noort bereikt onder slechte weersomstandigheden Straat Magellaan.
- 21 - Bij het Verdrag van Stadtsilm krijgen de Duitse graafschappen Schwarzburg-Sondersburg en Schwarzburg-Rudolsheim de vorm die ze tot 1920 zullen houden.

december
- 21 - Pieter Goes vertrekt als admiraal met 4 schepen van de Nieuwe of Brabantsche Compagnie naar Indië. De expeditie is uitgerust door Isaac Lemaire.

zonder datum
- Frederik de Houtman wordt in het sultanaat Atjeh gevangengenomen en stelt er het eerste Maleis-Nederlandse woordenboek samen.
- De Hollandse admiraal Pieter van der Does verovert het Canarische eiland Las Palmas en sneuvelt vervolgens in Sao Tomé.
- De katholieke Antwerpse drukker Johan Moerentorf geeft een uit het Latijn vertaalde bijbel uit als antwoord op de snelle verspreiding van protestantse bijbels.

## Beeldende kunst

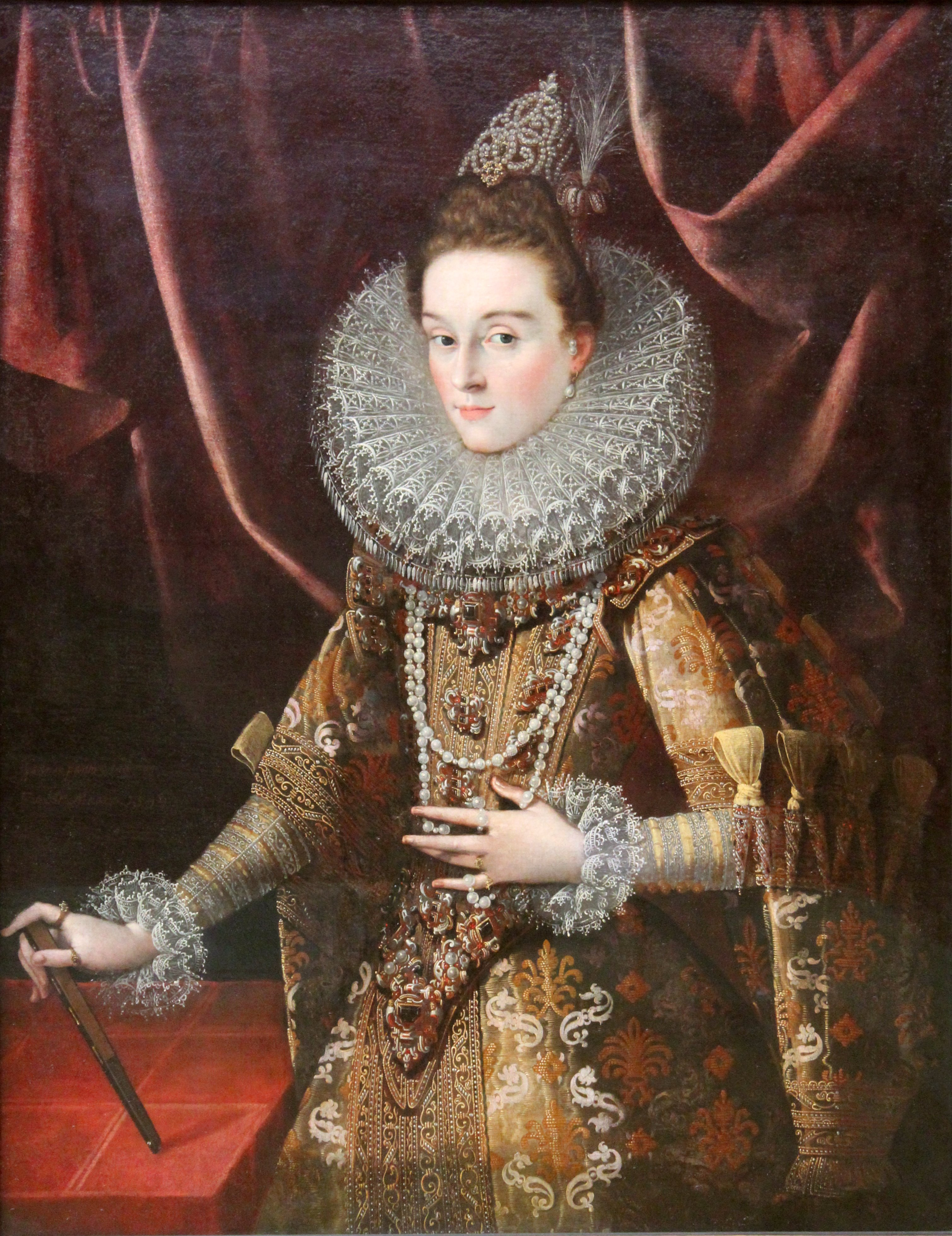
Infante Isabella Clara Eugenia (1599) Juan Pantoja de la Cruz, Alte Pinakothek

## Bouwkunst

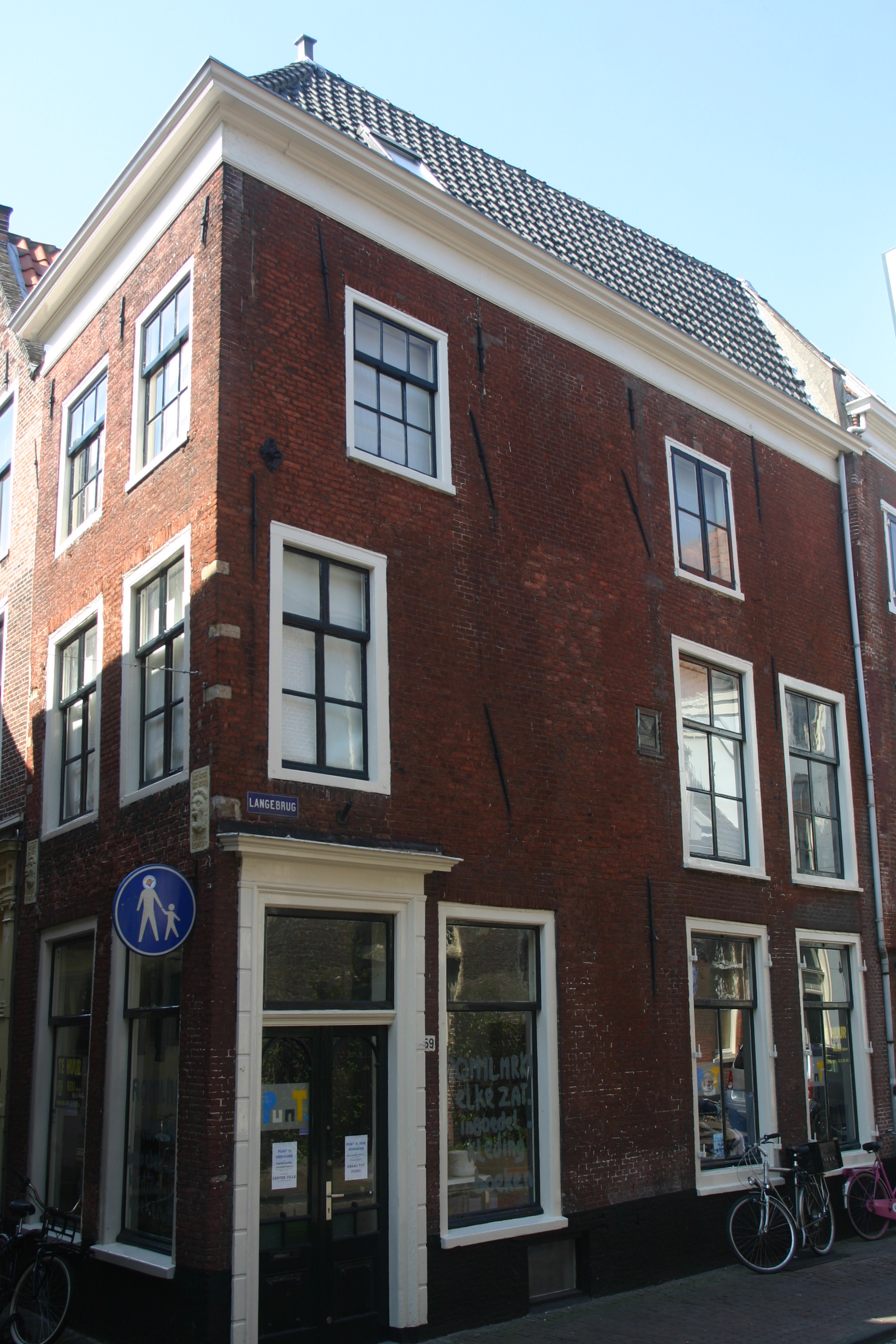
Woonhuis, Leiden (ca. 1599)

## Geboren
maart
- 8 - Suzanna van Baerle, echtgenote van dichter en diplomaat Constantijn Huygens (overleden 1637)
- 22 - Antoon van Dyck, Zuid-Nederlands barokschilder (overleden 1641)

april
- 25 - Oliver Cromwell, Engels militair en politicus; Lord Protector 1649-1658 (overleden 1658)

juni
- 6 - Diego Velázquez, Spaans kunstschilder (overleden 1660)

september
- 7 - Jacob Westerbaen, Nederlands dichter (overleden 1670)

## Overleden
januari
- 13 - Edmund Spenser (~46), Engels dichter

maart
- 1 - Edzard II van Oost-Friesland (67), graaf van Oost-Friesland

mei
- 28 - Maria van Nassau (60), zus van Willem van Oranje en echtgenote van graaf Willem IV van den Bergh

augustus
- 29 - Johan Filips van Nassau-Idstein (4), graaf van Nassau-Idstein

september
- 9 - Magdalena van Waldeck-Wildungen (ca. 41), Duits gravin
- 11 - Cornelis de Houtman (34), Nederlands koopman en ontdekkingsreiziger

oktober
- 16 - Jacob Regnart (~57), componist uit de Franco-Vlaamse School